# (9423) Abt
(9423) Abt est un astéroïde de la ceinture principale.

## Description
(9423) Abt est un astéroïde de la ceinture principale. Il fut découvert le 12 janvier 1996 à Kitt Peak par le projet Spacewatch. Il présente une orbite caractérisée par un demi-grand axe de 2,69 UA, une excentricité de 0,10 et une inclinaison de 8,8° par rapport à l'écliptique.

## Compléments